# Ticket to Ride (brädspel)

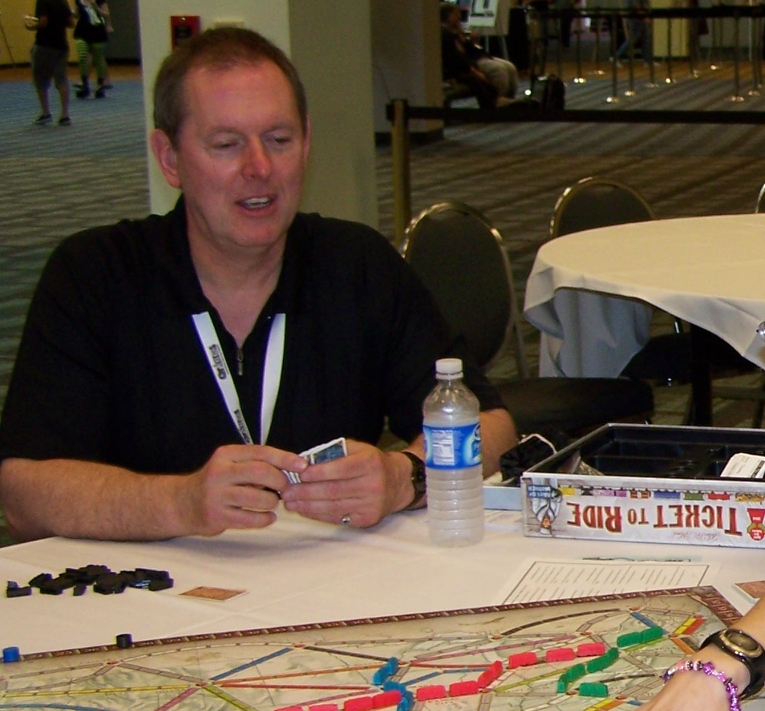
Alan Moon, skaparen av brädspelet Ticket to Ride (2007).

Ticket to Ride är ett brädspel utvecklat av Alan R. Moon. Den första versionen av spelet släpptes 2004. Ticket to Ride vann pris för "Best Board Game of 2004" och det tyska Spiel des Jahres samma år.
Spelplanen består av en karta med städer och järnvägslinjer mellan dessa. Spelet går ut på att muta in dessa järnvägssträckor och på så sätt få sammanhängande sträckor mellan specifika städer. Första versionen av spelet har USA och södra Kanada som karta. För denna utgåva är den rekommenderade åldern från 8 år, 2-5 spelare kan delta och speltiden är beräknad till 30-60 minuter.

## Versioner och expansioner
Senare versioner innehåller nya kartor och även nya (ofta mer komplicerade) regler och poängberäkningsmetoder. 

### Kompletta spel
- Ticket to Ride (2004) (Spelbrädet föreställer USA och södra Kanada.)
- Ticket to Ride: Europe (2005) (Spelbrädet föreställer Europa och introducerar koncepten färjor, tunnlar och stationer.)
- Ticket to Ride: Märklin (2006) (Spelbrädet föreställer Tyskland och introducerar bland annat sträckor mellan länder utöver bestämda städer. Dessutom tillkommer passagerare som kan transporteras mellan städer för att ge extrapoäng.)
- Ticket to Ride: Nordic countries (2007) (Spelbrädet föreställer Norden, inklusive Tallinn och Murmansk. Versionen är avsedd för 2-3 spelare.)
- Ticket to Ride: The Card Game (2008) (Denna variant av spelet är en kortspelsversion.)
- Zug um Zug: Deutschland (2012) (Samma karta som för Ticket to Ride: Märklin används men med delvis förändrade regler.  Versionen är endast avsedd att säljas i Tyskland och Österrike, varför den inte har fått något engelskt originalnamn.)

### Expansioner
- Ticket to Ride: USA 1910 (2006) (Expansion till originalutgåvan, med nya biljett- och tågkort.)
- Ticket to Ride: Switzerland (2007) (Expansion med nytt spelbräde och nya biljettkort. Spelbrädet föreställer Schweiz.  Versionen är avsedd för 2-3 spelare.)
- Ticket to Ride: The Dice Expansion (2008) (Expansion som ersätter tågkorten från andra utgåvor med tärningar.)
- Ticket to Ride: Europa 1912 (2009) (Expansion främst avsedd för Europaversionen, med nya kort samt konceptet lagerhallar och vagnstall (eng: warehouses and depots).)
- Ticket to Ride: Alvin & Dexter (2011) (Expansion som ger spelarna möjlighet att "spärra" vissa städer.)
- Ticket to Ride Map Collection: Volume 1 – Team Asia & Legendary Asia (2011) (Expansion till original- och Europaversionerna.  Brädet har två spelsidor, föreställande hela respektive delar av Asien, där den ena varianten är anpassad för spel mellan 2 och 3 tvåmannalag.)
- Ticket to Ride Map Collection: Volume 2 – India & Switzerland (2011) (Expansion till original- och Europaversionerna. Brädet har två spelsidor, föreställande respektive Indien och Schweiz, där den sistnämnda är en nyutgivning av Ticket to Ride: Switzerland.)
- Ticket to Ride Map Collection: Volume 3 – The Heart of Africa (2012) (Expansion till original- och Europaversionerna. Till skillnad från de tidigare upplagorna av Map Collection finns här endast en karta, föreställande södra hälften av Afrika.  I stället tillkommer terrängkort.)
- Ticket to Ride Map Collection: Volume 4 – Nederland (2013) (Expansion till original- och Europaversionerna. Denna version, med en karta över Nederländerna, introducerar tullbroar och marker som används för att betala dessa.)
- Ticket to Ride Map Collection: Volume 5 – England och Pennsylvania (2015) (Expansion till original- och Europaversionerna.  Denna version, med en karta över Storbritannien på ena sidan och amerikanska delstaten Pennsylvania på andra sidan, introducerar teknikkort som förbehåll för expansion i bygget på brittiska öarna samt aktiehandel för poängräkning för Pennsylvania.)